# Lecanora elixii
Lecanora elixii är en lavart som beskrevs av Helge Thorsten Lumbsch. 
Lecanora elixii ingår i släktet Lecanora och familjen Lecanoraceae. Inga underarter finns listade i Catalogue of Life.